# 6811 Kashcheev
6811 Kashcheev eller 1976 QP är en asteroid i huvudbältet som upptäcktes den 26 augusti 1976 av den rysk-sovjetiske astronomen Nikolaj Tjernych vid Krims astrofysiska observatorium på Krim. Den har fått sitt namn efter den sovjetisk-ukrainske vetenskapsmannen Borys Kasjtjejev (1920–2004).
Den tillhör asteroidgruppen Nysa.